# 阿隆東河
46°10′38″N 6°0′35″E / 46.17722°N 6.00972°E

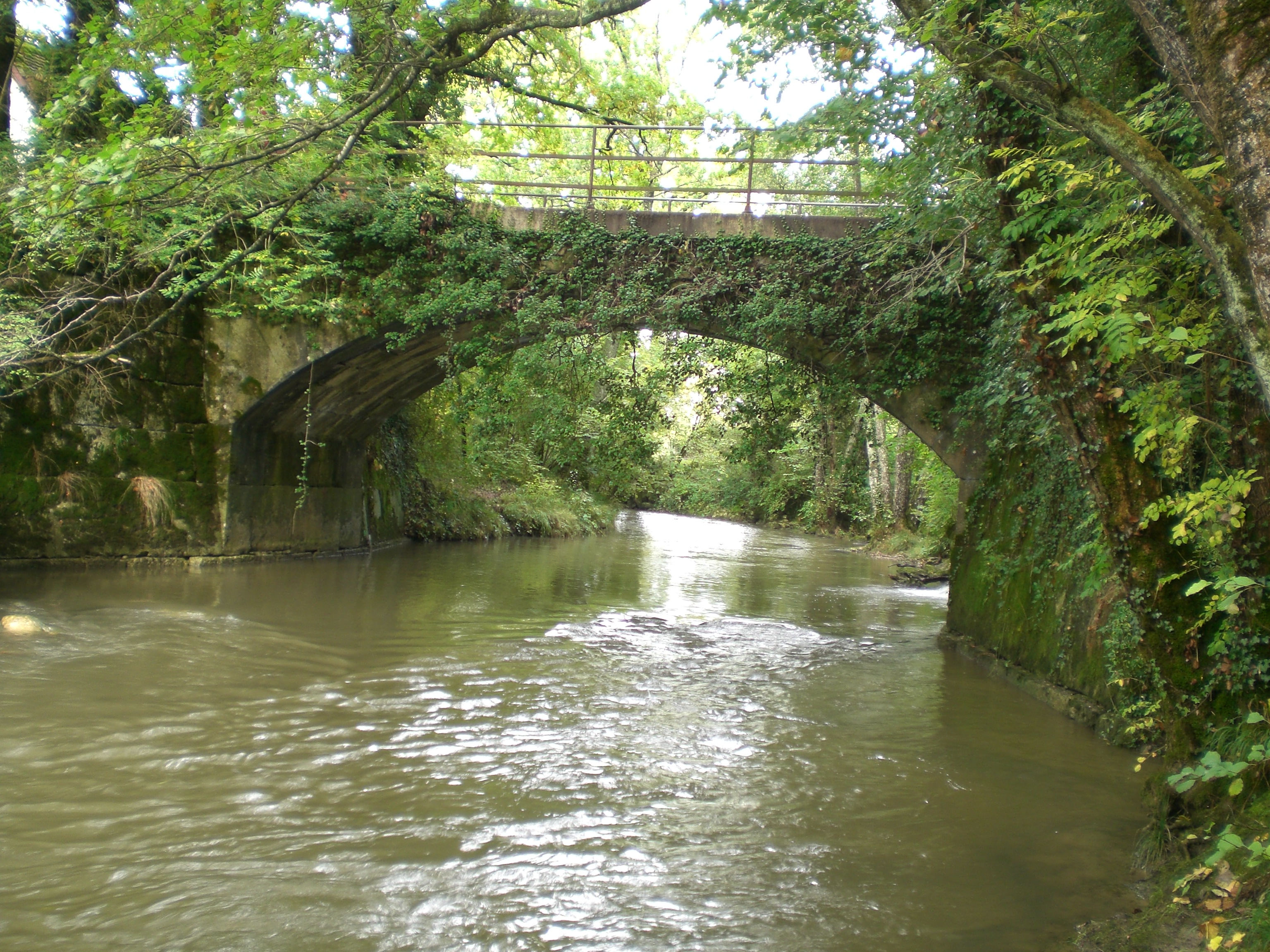

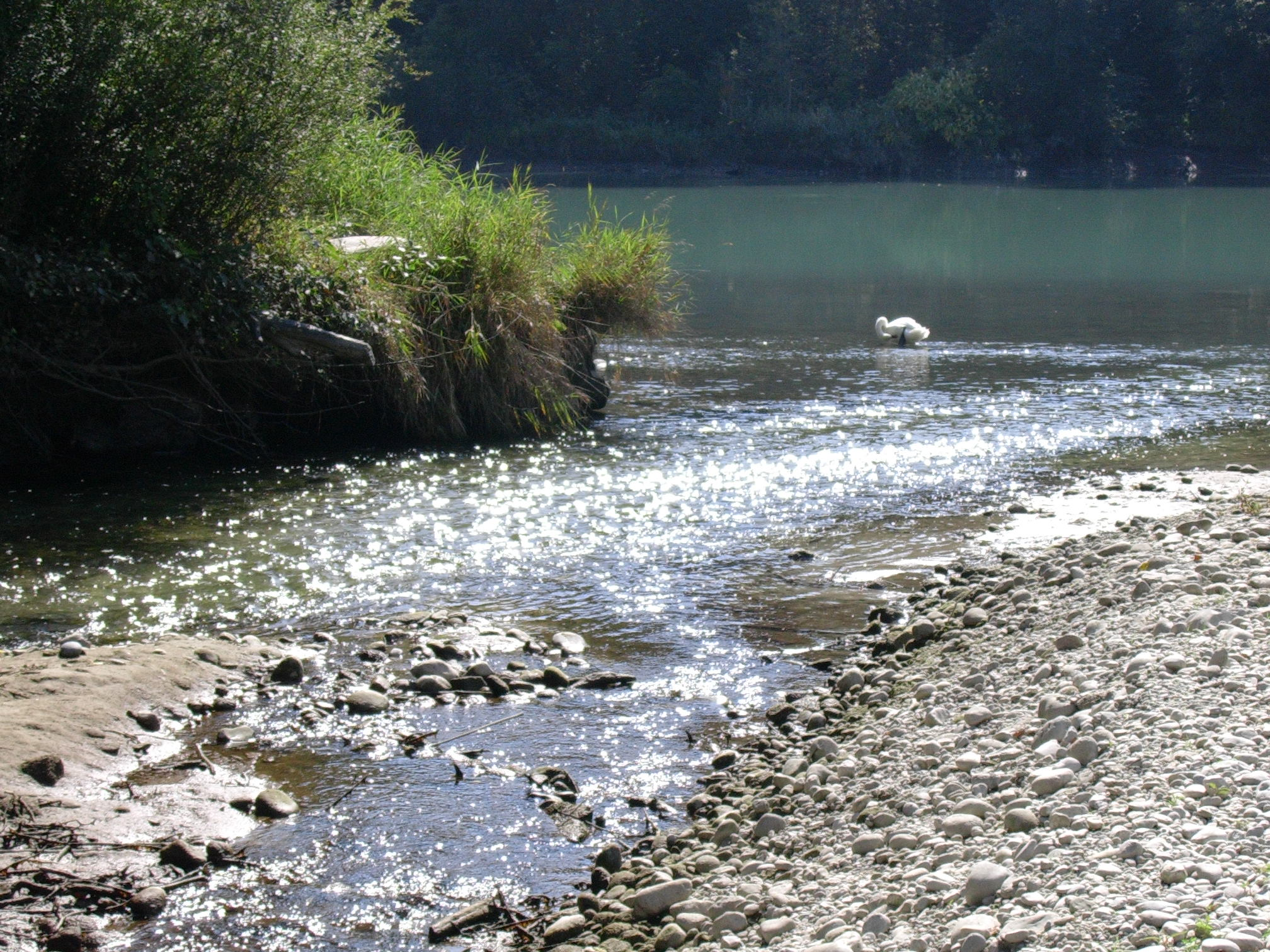

阿隆東河（法語：Allondon，法語發音：[alɔ̃dɔ̃]）是西歐的河流，流經法國和瑞士，屬於罗讷河的右支流，河道全長18公里，流域面積148平方公里，發源自埃什讷韦，河口處在达尔达尼。